# アサティス
アサティス（Assatis、1985年 - 2007年）とは、アメリカ産まれでイギリスで調教を受けた競走馬、種牡馬である。祖母はアメリカで14勝を挙げたナンバードアカウント、伯父はアメリカの歴史的名牝パーソナルエンスンの父となったプライベートアカウントであり、従兄弟にアメリカでG1競走2勝のリズム、他にも近親には名種牡馬ウッドマンがいる名牝系（イントリーギング系/ラトロワンヌ系）の子孫である。4か国で息長く活躍し、引退後は日本で種牡馬として供用された。

## 戦績
1987年10月のイギリス・ニューマーケット競馬場の未勝利戦でデビューし4着。3戦目で初勝利を挙げると次走G3カンバーランドロッジステークスで重賞初制覇。その後もイタリアのG1ジョッキークラブ大賞優勝、イギリスのG2ハードウィックステークス連覇、キングジョージ6世&クイーンエリザベスダイヤモンドステークスでは柴田政人騎手が騎乗し3着など芝コースの中距離戦線で活躍した。その後日本にも1989年の第9回ジャパンカップに招待されたが、ホーリックスとオグリキャップによる世界レコード決着の前に12着に敗れている。1990年の凱旋門賞12着を最後に現役を引退。その後は日本に輸入され、2007年5月13日に亡くなるまで同国で種牡馬として活躍した。

## 種牡馬
自身は芝コースでしか走っていないが、産駒はダートコースに良績が偏っている。総じて晩成気味で、ダートの中距離辺りで活躍する馬が多い。代表産駒はフェブラリーステークス、ジャパンカップダートを勝ったウイングアロー。2006年にアサティス産駒で種牡馬登録されているのは、ウイングアローとスマートボーイの2頭。

### 主な産駒
太字はGI級競走
- 1992年産
  - メイショウテゾロ（シンザン記念、マイルチャンピオンシップ2着）
  - インタータイムリー（大阿蘇大賞典、上山城大賞典、花笠まつり賞）
  - リキアイフルパワー(高崎大賞典２回、織姫賞、尊氏賞、足利記念)
- 1993年産
  - ビクトリーアップ（中山大障害（秋））
- 1995年産
  - ウイングアロー（フェブラリーステークス、ジャパンカップダート、スーパーダートダービー、ブリーダーズゴールドカップ2勝、グランシャリオカップなど）
  - スマートボーイ（アンタレスステークス2勝、平安ステークス2勝、マーチステークス）
  - スナークレイアース（白山大賞典、マーキュリーカップ）
- 1996年産
  - テイエムチョウテン（中京3歳ステークス）
- 1998年産
  - ビーファイター（ブリーダーズゴールドカップ（G2）2着、道営記念（H1）2着、同3着、ベンジャミンS（OP）3着。現役最高齢優勝記録歴代2位（15歳）。）
- 1999年産
  - フェスティバル（エーデルワイス賞、北海道2歳優駿、ダリアハンデキャップ）
  - アサティスダイオー（栄冠賞）
- 2000年産
  - アクティブワンダー（楠賞）
- 2001年産
  - テットウテツビ（九州記念、大阿蘇大賞典）
- 2002年産
  - ボンネビルレコード（かしわ記念、帝王賞、日本テレビ盃、金盃、東京記念、サンタアニタトロフィー、黒潮盃）
  - アサティスジョオー（東京2歳優駿牝馬）
- 2004年産
  - エンタノメガミ（園田クイーンセレクション、のじぎく賞、秋桜賞、兵庫クイーンカップ）
  - アサティスボーイ（新潟ジャンプステークス）
- 2007年産
  - ネオアサティス（九州ジュニアチャンピオン）

### 母の父としての主な産駒
- 2001年産
  - トップオブワールド（ユニコーンステークス）
- 2002年産
  - サイキョウカチドキ（兼六園ジュニアカップ）
- 2003年産
  - ビーボーン（リリーカップ）
  - ミスジョーカー（東京シンデレラマイル）
- 2004年産
  - レッドゾーン（兵庫大賞典）
- 2005年産
  - スーパーパワー（勝島王冠、金盃、星雲賞、赤レンガ記念）
- 2007年産
  - ラブミーチャン（ジュニアクラウン、兵庫ジュニアグランプリ、全日本2歳優駿、ゴールドジュニア、エトワール賞、名古屋でら馬スプリント3回、習志野きらっとスプリント3回、東京盃、オッズパークグランプリ、東京スプリント、クラスターカップ）
  - ダイヤアストライア（花吹雪賞）
  - スマートジョーカー（川崎マイラーズ）
- 2008年
  - マイネルメダリスト（目黒記念）
- 2009年産
  - コテキタイ（桜花賞）
- 2010年産
  - ハニーパイ（エーデルワイス賞、リリーカップ）
  - イチリュウ（桜花賞）
- 2011年産
  - クロスオーバー（花吹雪賞、ル・プランタン賞、ロータスクラウン賞、久住山賞、師走賞）
- 2012年産
  - トゥータフ（大観峰賞）
  - スーパーノヴァ（九州大賞典）
- 2013年産
  - タイニーダンサー（栄冠賞、フローラルカップ、エーデルワイス賞、北海道2歳優駿、関東オークス）
  - シンキングダンサー（東京ジャンプステークス）
- 2017年産
  - スズカゴウケツ（あすなろ賞）
- 2022年産
  - ベルグラシアス（東京プリンセス賞）

## 血統表
| アサティスの血統（ノーザンダンサー系／Nearco 4×5=9.38%、Nasrullah 4×5=9.38%、Hyperion 5×5=6.25%） | アサティスの血統（ノーザンダンサー系／Nearco 4×5=9.38%、Nasrullah 4×5=9.38%、Hyperion 5×5=6.25%） | アサティスの血統（ノーザンダンサー系／Nearco 4×5=9.38%、Nasrullah 4×5=9.38%、Hyperion 5×5=6.25%） | （血統表の出典）  | （血統表の出典） |
| 父 Topsider 1974 鹿毛                                                                             | 父の父Northern Dancer 1961 鹿毛                                                                   | Nearctic                                                                                          | Nearco            | Nearco           |
| 父 Topsider 1974 鹿毛                                                                             | 父の父Northern Dancer 1961 鹿毛                                                                   | Nearctic                                                                                          | Lady Angela       |                  |
| 父 Topsider 1974 鹿毛                                                                             | 父の父Northern Dancer 1961 鹿毛                                                                   | Natalma                                                                                           | Native Dancer     | Native Dancer    |
| 父 Topsider 1974 鹿毛                                                                             | 父の父Northern Dancer 1961 鹿毛                                                                   | Natalma                                                                                           | Almahmoud         |                  |
| 父 Topsider 1974 鹿毛                                                                             | 父の母Drumtop 1966 鹿毛                                                                           | Round Table                                                                                       | Princequillo      | Princequillo     |
| 父 Topsider 1974 鹿毛                                                                             | 父の母Drumtop 1966 鹿毛                                                                           | Round Table                                                                                       | Knight's Daughter |                  |
| 父 Topsider 1974 鹿毛                                                                             | 父の母Drumtop 1966 鹿毛                                                                           | Zonah                                                                                             | Nasrullah         | Nasrullah        |
| 父 Topsider 1974 鹿毛                                                                             | 父の母Drumtop 1966 鹿毛                                                                           | Zonah                                                                                             | Gambetta          |                  |
| 母 Secret Asset 1977 鹿毛                                                                         | 母の父Graustark 1963 栗毛                                                                         | Ribot                                                                                             | Tenerani          | Tenerani         |
| 母 Secret Asset 1977 鹿毛                                                                         | 母の父Graustark 1963 栗毛                                                                         | Ribot                                                                                             | Romanella         |                  |
| 母 Secret Asset 1977 鹿毛                                                                         | 母の父Graustark 1963 栗毛                                                                         | Flower Bowl                                                                                       | Alibhai           | Alibhai          |
| 母 Secret Asset 1977 鹿毛                                                                         | 母の父Graustark 1963 栗毛                                                                         | Flower Bowl                                                                                       | Flower Bed        |                  |
| 母 Secret Asset 1977 鹿毛                                                                         | 母の母Numbered Account 1969 鹿毛                                                                  | Buckpasser                                                                                        | Tom Fool          | Tom Fool         |
| 母 Secret Asset 1977 鹿毛                                                                         | 母の母Numbered Account 1969 鹿毛                                                                  | Buckpasser                                                                                        | Busanda           |                  |
| 母 Secret Asset 1977 鹿毛                                                                         | 母の母Numbered Account 1969 鹿毛                                                                  | Intriguing                                                                                        | Swaps             | Swaps            |
| 母 Secret Asset 1977 鹿毛                                                                         | 母の母Numbered Account 1969 鹿毛                                                                  | Intriguing                                                                                        | Glamour F-No.1-s  |                  |